# Wrocław Grabiszyn
Wrocław Grabiszyn – przystanek osobowy we Wrocławiu, na linii kolejowej nr 274 (Wrocław Świebodzki – Zgorzelec).

## Ruch pasażerski
| Rok  | Wymiana pasażerska na dobę |
| ---- | -------------------------- |
| 2017 | 300-499                    |
| 2022 | 500-699                    |

## Położenie
Przystanek Wrocław Grabiszyn położony jest w dawnej wrocławskiej dzielnicy Fabryczna, na osiedlu Grabiszyn-Grabiszynek, na północ od budynków osiedla. Wejście na perony znajduje się od strony ulicy Petuniowej.

## Historia
Budowę przystanku kolejowego w południowo-zachodniej części Wrocławia, w rejonie ulicy Klecińskiej (Obwodnica śródmiejska Wrocławia), przewidywano pierwotnie w ramach koncepcji wrocławskiej kolei aglomeracyjnej.
Jesienią 2014 roku rozpoczęto w postulowanym wcześniej miejscu budowę nowego przystanku osobowego, który według pierwotnych zamierzeń miał funkcjonować jako tymczasowy punkt końcowy dla pociągów kursujących linią kolejową nr 274 od strony Jeleniej Góry, Wałbrzycha i Jaworzyny Śląskiej. Przed uruchomieniem, przystanek nazywano roboczo Wrocław FAT, od pobliskich obiektów Fabryki Automatów Tokarskich.
Przystanek uruchomiono 14 grudnia 2014 roku, wraz z wejściem w życie rocznego rozkładu jazdy pociągów 2014/2015. Na przystanku zaczęły zatrzymywać się pociągi Polregio i Kolei Dolnośląskich w kierunku Dzierżoniowa, Jeleniej Góry, Szklarskiej Poręby oraz Wrocławia Głównego i Poznania. Budowa przystanku i przejścia przez tory kategorii E kosztowały 3 230 000 zł. Postanowiono jednocześnie, że przystanek pozostanie stałym elementem sieci kolejowej, a docelowo jego perony zostaną wydłużone.
Od 26 kwietnia 2015 roku, na czas przebudowy wiaduktu nad ulicą Grabiszyńską we Wrocławiu, do przystanku docierały jedynie pociągi Kolei Dolnośląskich relacji Dzierżoniów – Wrocław, skomunikowane na przystanku z autobusami komunikacji zastępczej. Pozostałe pociągi, normalnie kursujące linią kolejową nr 274, skierowano do dworca głównego trasą objazdową przez stację Wrocław Zachodni i łącznicę nr 751.

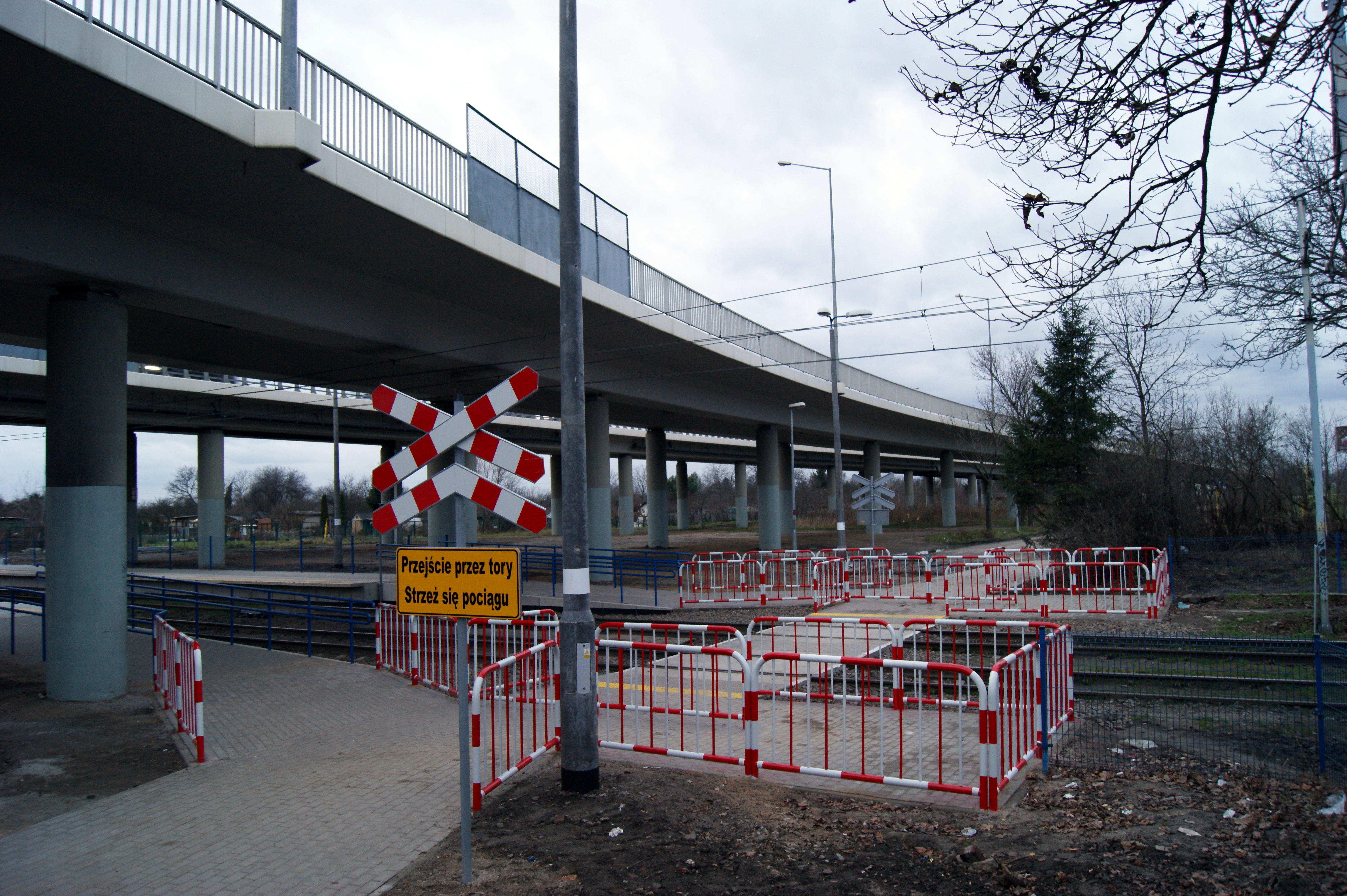
Przejście przez tory wybudowane wraz z przystankiem w miejscu dawnego dzikiego przejścia, na którym dochodziło do wypadków.

Równolegle z przystankiem Grabiszyn, w miejscu dawnego przejazdu kolejowo-drogowego na ulicy Klecińskiej (istniejącego do czasu wzniesienia wiaduktu w ciągu obwodnicy śródmiejskiej), zbudowano przejście dla pieszych kategorii E. Zlikwidowano w ten sposób miejsce, w którym okoliczni mieszkańcy i posiadacze ogródków działkowych przekraczali tory nielegalnie, przy czym dochodziło niejednokrotnie do potrąceń przez pociąg (w tym również wypadków śmiertelnych).

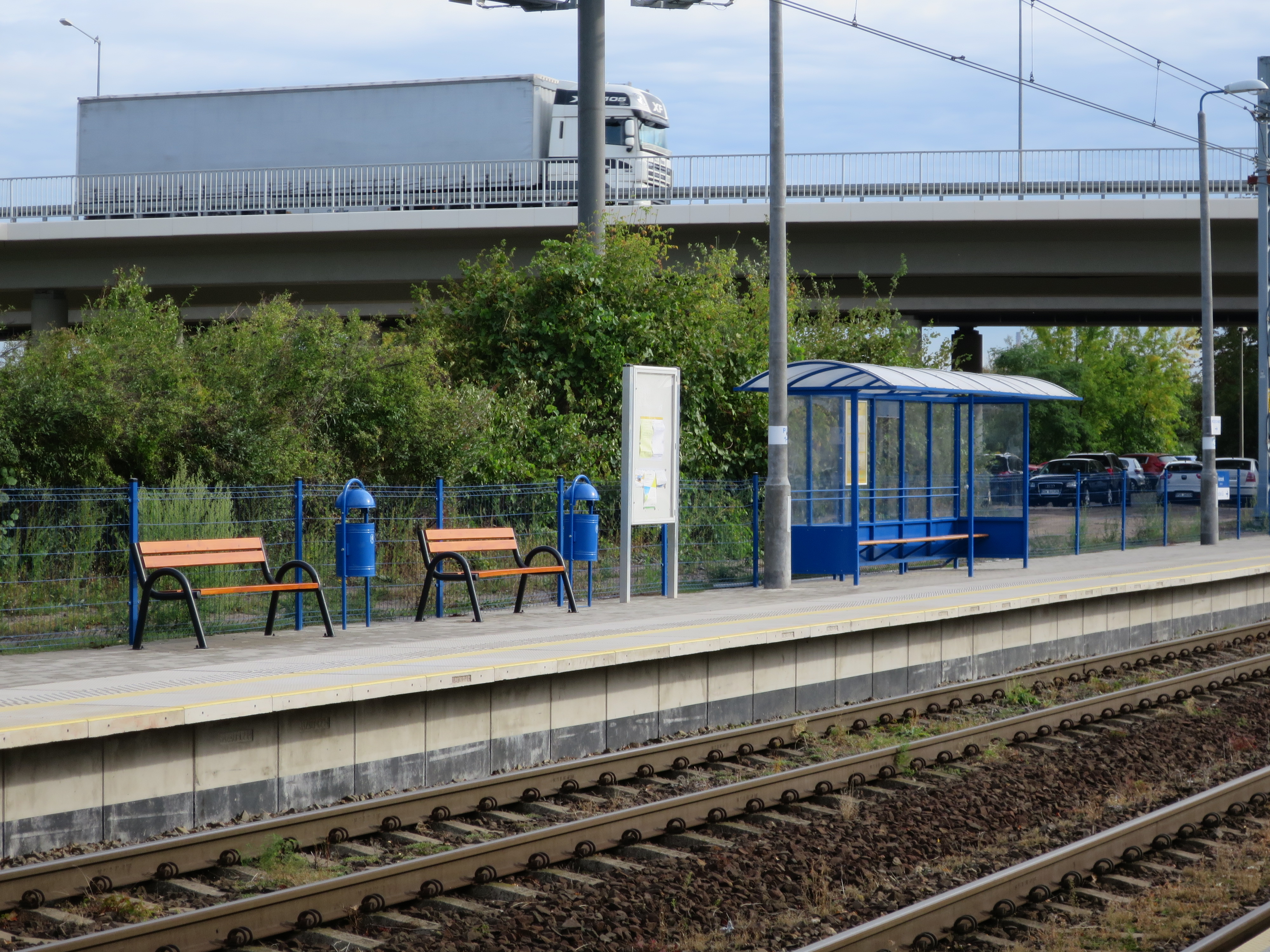
Widok z poziomu peronu

## Infrastruktura
Na przystanek Wrocław Grabiszyn składają się dwa wysokie, jednokrawędziowe perony o wysokości 0,55 m ponad główkę szyny i długości użytkowej 150 m. Perony są zlokalizowane pomiędzy km 3,332 a 3,482 linii kolejowej nr 274. Nawierzchnia peronów jest utwardzona szarą kostką Bauma, natomiast krawędzie wykonane są z szarych płyt betonowych. Dojście na przystanek z osiedla Grabiszyn-Grabiszynek zapewniają dwa wejścia – chodnik z ulicy Petuniowej. Na peronach są ustawione ławki i wiaty przystankowe.